# ریوجی ناگاتا
ریوجی ناگاتا (انگلیسی: Ryuji Nagata؛ زادهٔ ۲۸ مارس ۱۹۷۲) بازیکن فوتبال اهل ژاپن است.
از باشگاه‌هایی که در آن بازی کرده‌است می‌توان به باشگاه فوتبال سانفریس هیروشیما اشاره کرد.